# Hasköy

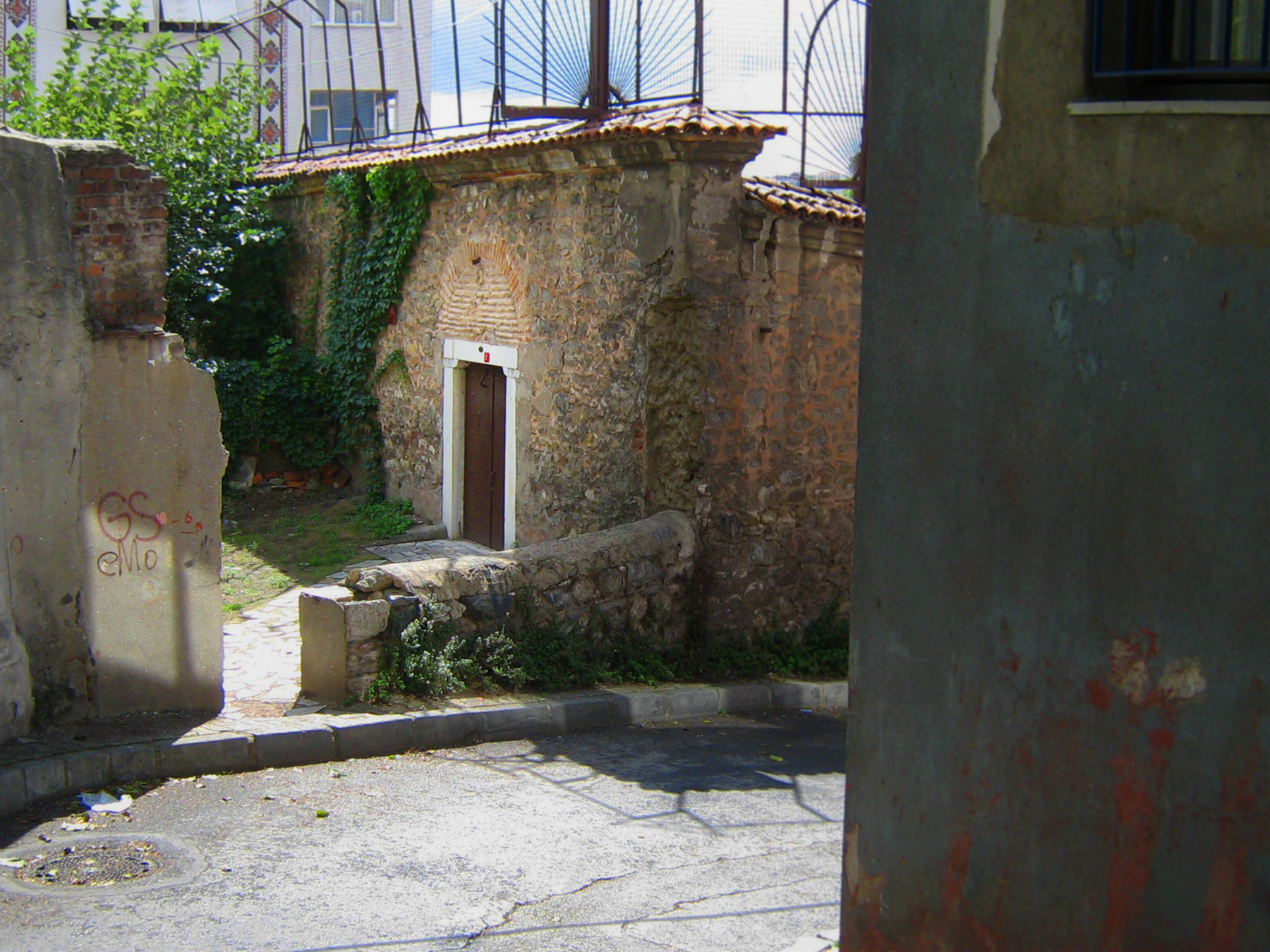
Sinagoga Caraíta (Karahim ou Karaim Sinagogu) em Hasköy

Hasköy é um bairro histórico de Istambul, Turquia, que faz parte do distrito de Beyoğlu, situado na encosta a norte do Corno de Ouro, na margem oposta a a Balat e Fener, a noroeste de Gálata. O semt (grande bairro) de Hasköy inclui os mahalleler (pequenos bairros) de Keçeci Piri, Piri Paşa e Halıcıoğlu, além de partes de Camiikebir e Sütlüce.
O nome significa "aldeia imperial" em turco e refere-se ao Palácio de Aynalıkavak (Aynalıkavak Kasrı), um conjunto de pavilhões e jardins usados pelo sultão e pela sua corte situados na área. Outra versão para a origem do nome é que se trata de uma corruptela de Aya Paraskevi, o nome de uma igreja grega que também existiu na área.
No final do século XV, muitos judeus expulsos de Portugal e Espanha procuraram refúgio no Império Otomano e uma parte deles instalou-se em Hasköy. No fim do século XVI, a comunidade judia que foi desalojada de Eminönü para construir a Mesquita Yeni também se transferiu para Hasköy. Além de judeus, o bairro era também habitado por muitos gregos e arménios. Era um centro de comércio, onde havia estaleiros navais e armazéns. A primeira companhia de teatro arménio de Istambul foi criada em Hasköy em 1858.

## Pontos turísticos
Entre os principais pontos turísticos destacam-se o Palácio de Aynalıkavak (Aynalıkavak Kasrı) referido acima e o Museu Rahmi M. Koç, dedicado à história dos transportes, indústria e comunicações.
Há várias sinagogas, igrejas e mesquitas em Hasköycomo a de Maalem, Hesed Le Avraam, a Caraíta (Karahim ou Karaim Sinagogu) e a Mayor. Entre as igrejas destaca-se a Aya Paraskevi (ortodoxa grega) e entre as mesquitas a Handanağa (ou Kuşkonmaz) e a Mesquita Kırmızı Minare (do minarete vermelho, também chamada Kiremitçi Ahmet). De 1633 a 1975 existiu também a igreja arménia de Surp Istepanos (Santo Estêvão), construída por imigrantes arménios de Eğin (atual Kemaliye, na província de Erzinjane). De 1852 até uma data incerta do século XX existiu também a a igreja protestante arménia de Halıcıoğlu; e de 1889 a 1975 existia uma capela arménia anexa ao Orfanato Kalfayan de Hasköy, dedicada a Surp Asdvadzadzin (Santa Maria).
Há pelo menos os seguintes cemitérios em Hasköy: o cemitério muçulmano de Hasköy, o cemitérios grego e judeu de Beyoğlu, o cemitério da Congregação Caráita Turca e o cemitério arménio de Camonto.